# Stenoloba prasinana
Stenoloba prasinana là một loài bướm đêm trong họ Noctuidae.